# Barsele
Barsele (sydsamiska Barresoene el. Baarjege, umesamiska Bárjiege) är en småort och tidigare tätort i Storumans kommun i Lappland, Västerbottens län, med 90 invånare (2010). Barsele ligger cirka två mil öster om Storuman, vid ett sel i Umeälven. Därav kommer "-sele" i ortnamnet.

## Historik

### 1900-talet
Den 6 augusti 1954 kolliderade en rälsbuss  med ett godståg i närheten av Barsele station, Olyckan var den största i Västerbottens län sedan järnvägen byggdes.

### 2000-talet

#### Framtida guldgruva i Barsele
Den 28 december 2006 lämnade Northland in en ansökan till Bergstaten om bearbetningskoncession. Företaget sökte därefter miljötillstånd för brytning och anrikning av guld vid fyra dagbrott: Norra, Avan, Centrala och Skiråsen. 2011 sålde Northland fyndigheten till kanadensiska Orex Minerals Inc.  2015 förändrades ägarbilden igen, då det  kanadensiska gruvföretaget Agnico Eagle Mines gick in som ägare av guldfyndigheterna. Under 2016 meddelade de sina planer på fortsatta prospekteringar de kommande åren och om möjligt att därefter påbörja en guldgruva.

### Befolkningsutveckling
| Befolkningsutvecklingen i Barsele 1960–2015 | Befolkningsutvecklingen i Barsele 1960–2015 | Befolkningsutvecklingen i Barsele 1960–2015 | Befolkningsutvecklingen i Barsele 1960–2015 | Befolkningsutvecklingen i Barsele 1960–2015 |
| ------------------------------------------- | ------------------------------------------- | ------------------------------------------- | ------------------------------------------- | ------------------------------------------- |
|                                             |                                             |                                             |                                             |                                             |
| År                                          |                                             |                                             | Folkmängd                                   | Areal (ha)                                  |
| 1960                                        | 1960                                        |                                             | 238                                         |                                             |
| 1965                                        | 1965                                        |                                             | 203                                         |                                             |
| 1990                                        | 1990                                        |                                             | 114                                         | 26#                                         |
| 1995                                        | 1995                                        |                                             | 103                                         | 27#                                         |
| 2000                                        | 2000                                        |                                             | 103                                         | 27#                                         |
| 2005                                        | 2005                                        |                                             | 95                                          | 27#                                         |
| 2010                                        | 2010                                        |                                             | 90                                          | 26#                                         |
| 2015                                        | 2015                                        |                                             | 80                                          | 35#                                         |
| Anm.: Ej tätort 1970 # Som småort.          |                                             |                                             |                                             |                                             |